# Lymire methyalea
Espèce
Lymire methyalea est une espèce de lépidoptères (papillons) de la famille des Erebidae et de la sous-famille des Arctiinae. 
Elle a été décrite par Paul Dognin en 1916. 
On la trouve au Pérou.